# 許汝驥
許汝驥（1520年—1566年），字德卿，號五河、午河，直隸寧國府寧國縣金沙里人，匠籍，明朝政治人物。

## 生平
嘉靖三十一年（1552年）壬子科應天府鄉試第二名舉人。嘉靖三十二年（1553年）中式癸丑科會試第一百五十四名，二甲第十名進士。刑部观政，授户部主事，起复补兵部职方司主事，四十年六月奉命阅视蓟镇，补练军士，四十一年分校禮闈，升兵部武选司郎中，兵部尚書楊博倚为左右手。四十五年出为河南按察司副使，回乡修治坟墓，卒于家，年四十六。著有 《籌邊奏議》、《近勇軒存稿》。
墓在县西百一十里陳村。子成器墓在金沙。

## 家族
曾祖許秉清；祖父許旦；父許萬相，巫山知縣。母葛氏；繼母李氏。兄汝奇、汝皋（生员）、汝梅（生员）、弟汝骢、汝驃，俱生员；汝骏、汝骝。
子許成器（1546年-1617年），字道甫，萬曆元年癸酉举人，署常熟县教谕，遷翰林院孔目，纂修玉牒，歷南北户部司务，晋兵部武选司员外郎、车驾司郎中。值福王之國，升湖廣副使，備兵辰沅在沅三年，致仕歸。萬曆丁巳十二月廿五日卒，年七十二。